# Amadou Mberry Sylla
Pour les articles homonymes, voir Ndiaye et Mbengue.
Amadou Mberry Sylla, né le 19 mars 1957 à Louga, est un homme politique sénégalais.

## Biographie
Membre fondateur de l'Alliance pour la République, il a été deux fois député, puis Président du Conseil départemental de la région de Louga.